# Combe (mitologia)
Nella mitologia greca, Combe (greco antico: Κόμβη) era una ninfa oreade dell'isola di Eubea, figlia del dio Asopo e madre dei Coribanti.

## Il mito
Sposata con Saoco, viveva nel regno di Eubea. Si racconta della sua numerosa prole (alcuni le attribuiscono anche 100 figli), ma la versione più accreditata elenca sette di loro (i cosiddetti Coribanti d'Eubea).
Essi erano:
- Acmone
- Ideo
- Damnameneo
- Melisseo
- Ocitoo
- Mimante
- Primneo

Stanca della tirannia del marito, decide di fuggire, rifugiandosi in varie città fino ad Atene. Tornò in patria solo alla morte del marito.

### Pareri secondari
Spesso viene confusa con una ninfa di nome Calcide, alcuni affermano per via dell'invenzione del bronzo (chalcon in greco). Secondo Stefano di Bisanzio tuttavia, Combe era anche chiamata Calcide, e diede il nome alla città omonima.
Secondo una versione, venne trasformata in colomba, forse per fuggire alle ferite causatele dai suoi figli.

### Fonti
- Ovidio, Metamorfosi 382-383

### Moderna
- Pierre Grimal, Enciclopedia della mitologia 2ª edizione, Brescia, Garzanti, 2005, ISBN 88-11-50482-1. Traduzione di Pier Antonio Borgheggiani
- Luisa Biondetti, Dizionario di mitologia classica, Milano, Baldini&Castoldi, 1999, ISBN 88-8089-725-X.